# Зинаидино
Зинаидино — село в Ракитянском районе Белгородской области. Административный центр Зинаидинского сельского поселения.

## География
Село Зинаидино находится в западной части Белгородской области, в 2 км к северо-востоку от районного центра Ракитное, ниже по руслу реки под названием Ракита (левобережный приток реки Пены). В Ракитянском районе имеется населённый пункт с перекликающимся названием — село Новозинаидинское.

## История

### Происхождение названия
Название свое село получило в честь княгини Зинаиды Юсуповой. Образовано во второй половине XIX века князем Юсуповым как слобода, населенная крестьянами из села под названием Рыбинские Буды Обоянского уезда.

### Исторический очерк
В XIX веке слобода Зинаидино принадлежала княгине Юсуповой.
В 1905 году жители села принимали участие в забастовке вместе с рабочими сахарного завода слободы Ракитной, которая была подавлена карательным отрядом казаков.
В 1930 году на территории села было организовано три колхоза: «Нива», «Новая жизнь» и «13 лет Октября». В 1935 образован хлебо-приемный пункт "Заготзерно" (в XXI веке существует как ОАО «Зинаидинское хлебоприемное предприятие»).
В 1932 году село Зинаидино (1389 жителей) — центр сельского совета в Ракитянском районе.
В 1941 году перед немецкой оккупацией склады вместе с зерном были уничтожены. В 1943 году после освобождения района отстроены склады, в 1951 году смонтирована первая сушилка "Кузбасс", электростанция, контора, и т.д. Приемка зерна была полностью механизирована. Коллектив ХПП неоднократно признавался победителем всероссийских и областных соревнований.
В 1950-е годы в Зинаидинский сельсовет, кроме самого Зинаидино, входило 4 поселка: Кировского отделения совхоза, Красный, Нива и Нижне-Пенский.
В 1973 году построена восьмилетняя школа.

## Население
X ревизия 1857 года насчитала в слободе «243 души мужского пола». По переписи осени 1884 года: Грайворонского уезда Ракитянской волости слобода Зинаидино — 112 дворов (109 изб), 737 жителей (378 мужчин и 359 женщин), грамотных — 11 мужчин и 1 женщина; земельный надел — 668,3 десятины — «чернозем, до половины полевой земли за господскими владениями, прогон туда стеснен». 23 слобожанина занимались местными промыслами, 59 — отхожими, в слободе — 5 «промышленных заведений» и кабак.
По данным Курской губернской канцелярии, в 1862 году «…Зинаидина (Зеневка) — владельческая деревня при реке Ракита, 75 дворов, 247 лиц мужского пола и 251 — женского».
К 1890 году в слободе Зинаидино — 868 жителей (432 мужчины и 436 женщин).
В 1979 году в Зинаидино — 842 жителя, в 1989 году — 710 (301 мужчина и 409 женщин); в 1997 году село Зинаидино (251 личное хозяйство, 702 жителя).
На январь 1995 года в селе Зинаидино проживало 697 человек.
| 2002 | 2010 |
| ---- | ---- |
| 712  | ↘703 |

## Интересные факты
- Первыми механизаторами в селе были женщины: А.В. Дудкина, У.А. Воловикова, М.И. Северинова, Е.Я. Тертичная, А.К Карамзина, Т.Д. Хозова[4].

## Внешние ссылки
- За красотой в Зинаидино. Публикация в белгородской печати.